# Doina Melinte
Doina Melinte (z domu Beșliu, ur. 27 grudnia 1956 w Hudești, w okręgu Botoszany) – rumuńska lekkoatletka, specjalizująca się w biegach średniodystansowych. 
Złota (bieg na 800 metrów) i srebrna (bieg na 1500 metrów) medalistka igrzysk olimpijskich w Los Angeles (1984). Brązowa medalistka mistrzostw świata w Rzymie (1987) oraz mistrzostw Europy w Stuttgarcie (1986) w biegu na 1500 m. Dwukrotna halowa mistrzyni świata na 1500 m (1987, 1989). 5-krotna halowa mistrzyni Europy (1982 - 800 m, 1985 - 1500 m, 1988 - 1500 m, 1989 - 800 m, 1990 - 1500 m), srebrna (1984 - 800 m) i brązowa (1992 - 1500 m) medalistka HME. Była rekordzistka świata w hali w biegu na 1500 m (4:00,27 w 1990).